# Louis Friedländer & Co.
Louis Friedländer & Co., gegründet 1912, war ein Unternehmen der Pelzbranche. Es produzierte und vertrieb Pelzkonfektion und Felle mit dem wesentlichen Schwerpunkt auf das preiswerte Kaninfell. Auf den von ihm als „Biberette“ bezeichneten braunen Kaninfärbungen baute „sich eine gewaltige Industrie auf“. Philipp Manes, der Geschichtsschreiber der Pelzbranche, schrieb rückblickend: „Die Firma Louis Friedländer & Co. war wie ein Komet am Himmel der Pelzindustrie aufgegangen und zählte nun zu hell leuchtenden Gestirnen“.

## Louis Friedländer
Louis Friedländer (* 12. Dezember 1863 in Nordhausen; † 5. März 1933) war ein jüdischer Kaufmann und Unternehmer, nach seiner Lehrzeit im Baumwollhandel tätig. In einem französischen Sprachzirkel lernte er Arthur Wolf kennen, der sein noch junges aber aufblühendes Pelzwarenunternehmen, Fabrikation von Pelzbesatz, gerade nach Berlin verlegte. Er siedelte mit Wolf nach Berlin über und wurde dort nach mehreren Jahren Prokurist und später Teilhaber der Firma.
Gemeinsam brachten sie das Unternehmen mit an die Spitze der Pelzfabrikanten. Als im Jahr 1912 die Trennung der Teilhaber bekannt wurde, war die Branche sehr überrascht. Obwohl, wie Philipp Manes meinte, „selten hat es zwei Männer gegeben, die ihrer Veranlagung nach so wenig zueinander passten. - Wolf - ruhig, bedächtig, wägend und dann lange noch nicht gleich wagend, sondern noch einmal prüfend, sehr gründlich und exakt, nie für kühne Experimente zu haben, nur für Mögliches und Erreichbares. Friedländer - in allem das Gegenteil. Und doch haben die beiden 28 lange Jahre zusammen gearbeitet.“ Wolf widmete sich dem inneren Aufbau des Unternehmens, der in der Branche „Feuerkopf“ genannte Friedländer „war immer in Bewegung.“
Gegen Ende des gemeinsamen Unternehmens hatte Louis Friedländer ein Jahr in Davos verbracht, um ein leichtes Lungenleiden auszukurieren. Schon vorher war es zu Unstimmigkeiten gekommen, die Arthur Wolf veranlassten, 1912 eine Trennung herbeizuführen. Zudem waren die beiderseitigen Söhne herangewachsen, so dass es gesicherter schien, wenn zwei Unternehmen nebeneinander bestünden.
Im Berliner Villenbezirk Dahlem hatte sich Friedländer eine Villa bauen lassen. Sein Stolz war das Arbeitszimmer, dessen Schränke bis zur Decke mit Bücher-Kostbarkeiten gefüllt waren. Ein Spezialgebiet war Napoleon-Literatur, dazu Erstausgaben der Klassiker und eine Briefmarkensammlung. Sein gesamter Besitz ging letztlich im Konkurs verloren. Im Jahr 2011 wurde ein Exlibris seines Namens, das sich inzwischen im Bestand der Zentral- und Landesbibliothek Berlin befand, an die Erben zurückgegeben.
Mehrere Jahre betätigte er sich journalistisch, wobei er sich oft zu tagespolitischen Themen äußerte. Zu den Treffen der Branchenverbände kam er nicht und nahm nie ein Amt an, wie es hieß, „weil er sonst mit Arthur Wolf, dem es nichts ausgemacht, an einem Tisch hätte sitzen müssen. Er konnte und wollte nicht vergessen, und deshalb mussten wir seinen klugen Kopf im Rate der Branche hier und in Leipzig entbehren“. Zumindest im Februar 1922 war Louis Friedländer jedoch, neben 14 weiteren Mitgliedern, in den Ausschuss des Reichsbundes der deutschen Kürschner e. V., Bezirksverband Berlin-Brandenburg, gewählt worden.

## Kaufhaus Görlitz - Kaufhaus „Zum Strauss“

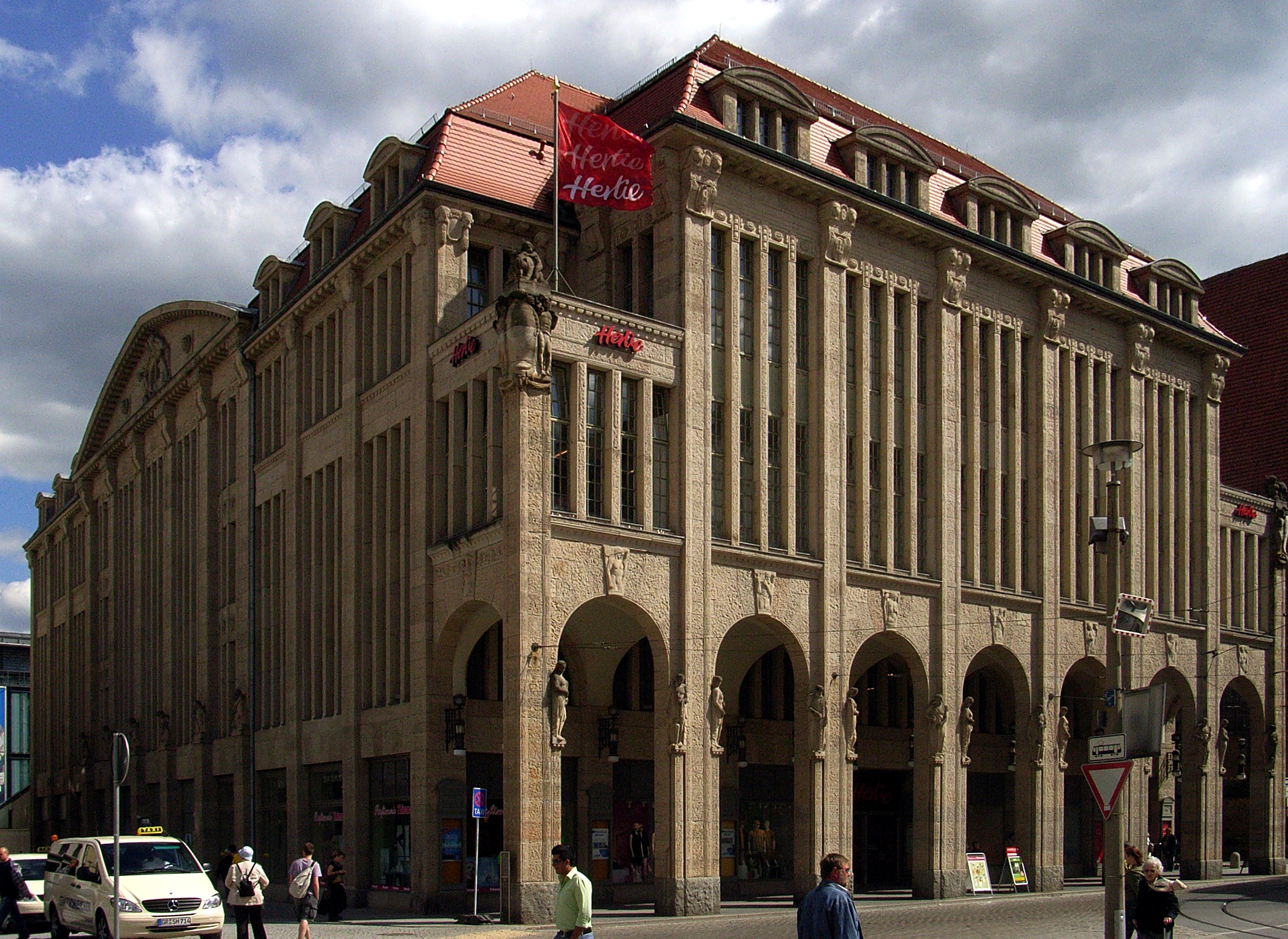
Das Kaufhaus Görlitz, auch Zum Strauss und Warenhaus Görlitz genannt.

Als Jugendstil-Warenhaus „Zum Strauss“ (Baujahr 1912–1913) von Louis Friedländer als Bauherr nach dem Vorbild des Berliner Kaufhauses Wertheim erbaut, ist das Görlitzer Kaufhaus das einzige seiner Epoche, das noch heute in seiner ursprünglichen bautechnischen Form existiert. Das Gebäude beeindruckt vor allem durch seine kolossale Innenarchitektur.

## Louis Friedländer & Co. - Geschäftshaus in Berlin

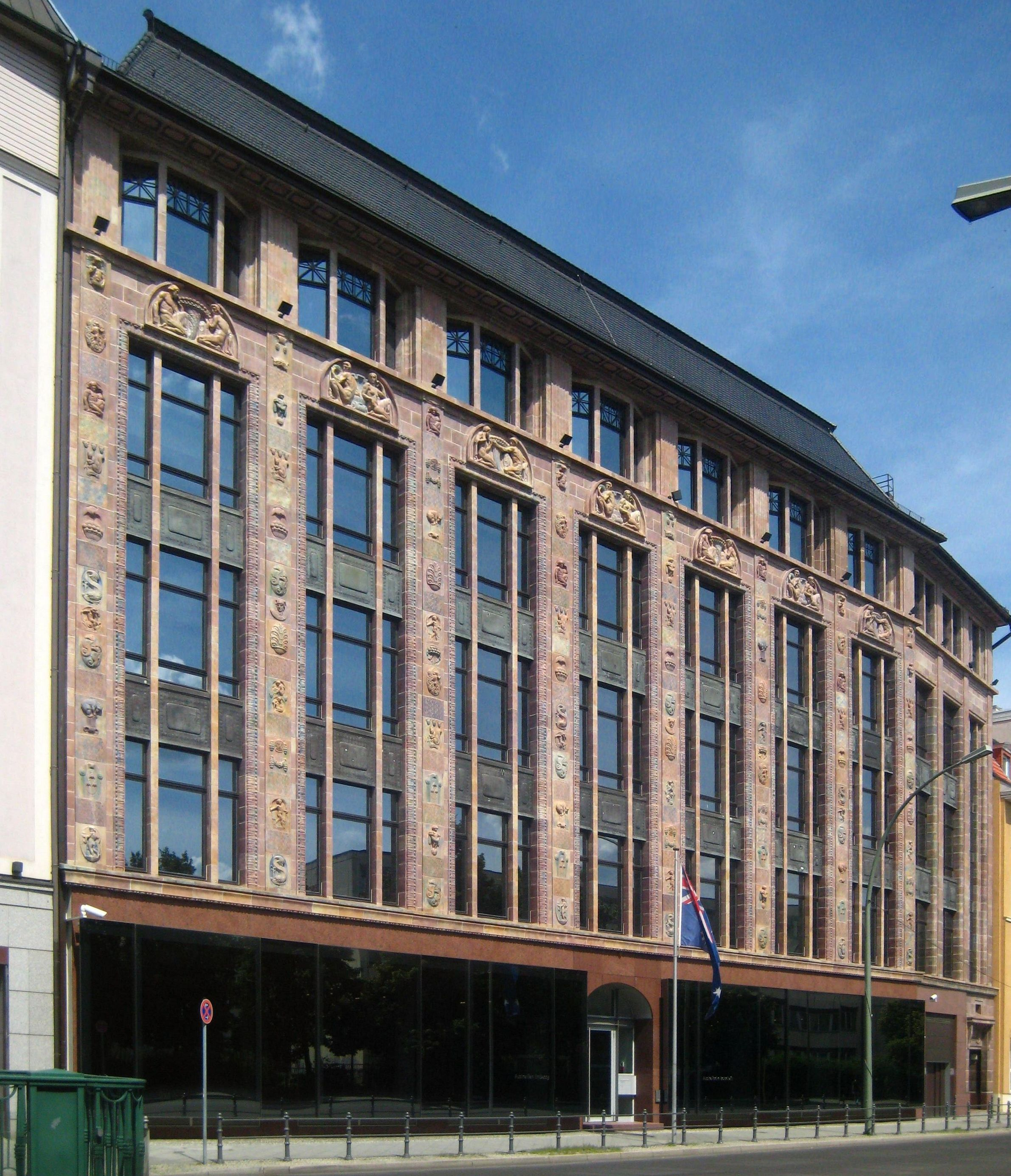
Wallstraße 76–79, erbaut 1912. Ehemaliger Firmensitz Louis Friedländer & Co. (2009, jetzt australische Botschaft)

Das Startkapital für das 1912 neu gegründete Unternehmen Louis Friedländer & Co., Wallstraße 76–79 betrug fast eine Million Mark, die aus der Trennung von Arthur Wolf resultierten, hinzu kamen, mit übertragene, sehr große Warenvorräte. Die zweite Etage des neu erbauten Geschäftshauses, später noch zwei weitere, „wurden der Neuzeit entsprechend eingerichtet, der Verkaufsraum besonders schön und gediegen. Es heisst, dass die Inneneinrichtung 80.000 M. verschlang, die Jahresmiete betrug 30.000 Mark. Eine eigene Werkstatt stellte die teuren Mäntel her.“ Das repräsentative barocke Gebäude mit dem reichen Außenschmuck steht noch heute. Neben Friedländer beherbergte es weitere Unternehmen der Bekleidungs- und Textilbranche.
Als Teilhaber trat Friedländers ältester Sohn Fritz ein. Der Schwiegersohn Curt Glesinger übernahm die Stelle des auswärtigen Reisenden. Die Fabrikation unterstand dem branchenkundigen Franz Voelkel, seine Frau, Glesingers Schwester, leitete die Zutatenabteilung. Nur ein Jahr konnte in Friedenszeit gearbeitet werden, dann brach 1914 der Krieg aus. Nach Kriegsende kehrten die Söhne und Mitarbeiter in den Betrieb zurück.
Das Unternehmen beschäftigte sich jetzt mit einem Artikel, der bisher in der Pelzbranche nur wenig beachtet wurde, dem Kanin. 50 Jahre zuvor war das Kaninchen in Australien ausgesetzt worden und hatte sich inzwischen dort derart vermehrt, dass es als Lästling bejagt wurde und das Fell zu einem geringen Preis massenhaft zur Verfügung stand. Louis Friedländer war der erste, der in großem Umfang die besten der australischen Felle verarbeitete, neben der Hutindustrie, die bisher schon die Haare der geringeren Qualitäten für Filze nutzte. Zuerst erfolgreich war die Einfärbung auf eine schwarze Sealfarbe. Den größten Erfolg brachte jedoch die braune Farbe, die von hell bis dunkel von der „Leipziger Färberei A. G. Markranstädt“ hergestellt wurde. Unter dem von Friedländer erdachten Namen „Biberette“ ist es „von Berlin aus in den Sprachschatz der gesamten Pelzhandelsindustrie übergegangen“. Der Aufschwung der deutschen Pelzfärberei begann in den Jahren 1913/1914, der „Erfindung des Biberettes“. Es verdrängte, was Glanz und Haltbarkeit betraf, nach dem Ersten Weltkrieg sämtliche bisher den Markt beherrschenden französischen Kaninveredlungen. Weitere Bezeichnungen für vom Unternehmen herausgebrachten Veredlungen auf australisches Wildkaninfell waren „Bisamin“ (1916), „Visonette“ (1917/1918), „Bleurette“, „Fouinette“ und „Taupette“ (1922). Erhöhte Bedeutung erhielten diese Erzeugnisse erst wieder 1925, als aus Paris die ersten gerupften Kaninfelle in modernen Farben auf den Markt kamen. Diese „Ejarrèes“ genannten, großflächigen Felle ergaben den besten Mantelbesatz.
Louis Friedländer beschäftigte sich weiter mit den australischen Kanin. Er färbte jetzt auch die langhaarigen Felle farbig und stellte durch Umschneiden neue, für die Mantelherstellung gut geeignete Effekte her. Das Erzeugnis verkaufte sich ganz besonders gut nach England, zu Streifen zusammengesetzt, da ein hoher Zoll die Einfuhr farbiger Mäntel erschwerte. Die Streifen aus langhaarigem australischem Kanin in den buntesten Farben bildeten auch ansonsten einen großen Exportartikel, die Modelle daraus fanden im In- und Ausland große Beachtung.
Friedländer war der erste der Berliner Pelzfabrikanten, der „originelle und sehr gut ausgestattete Werbemittel“ versandte. Als das Astoria-Hotel in Leipzig 1915 eröffnete, belegten zwei Firmen die unteren Räume, „die durch ihre außergewöhnlichen Leistungen von sich reden machten“, die Deutsche Pelzindustrie G.m.b.H. und Louis Friedländer & Co. Regelmäßig zeigte Friedländer künftig im Astoria seine Kollektion und Felle im Schreibsaal und im Lesesaal des Hauses, im Krystallpalast veranstaltete das Unternehmen gleichzeitig „eine Sonderausstellung ihrer Glanzstücke“.
Als 1929 in Berlin eine Arbeitsgemeinschaft der Kürschner den Großhändlern per freiwilliger Verzichtserklärung den Privatverkauf nehmen wollten, erklärte Friedländer „in seiner temperamentvollen Art“, „einseitige Bindungen gäbe es für ihn nicht. Die Berliner Kürschner kauften ihm nichts ab - er habe aus Privatverkäufen so grosse Einnahmen, dass sie einen Teil seiner Spesen deckten. Würden sich die Berliner Kürschner verpflichten, für diesen nachweisbaren Betrag fertige Konfektion abzukaufen, unterschriebe er den Verpflichtungsschein - sonst nicht.“
Die Finanzierung der gewaltigen Wareneinkäufe hatte der Leipziger Rauchwarenhändler David Biedermann übernommen. Viele Unzulänglichkeiten, in der Person Louis Friedländer begründet, führten zu einer Scheinblüte und letztlich zum Zusammenbruch der Firma. Er tätigte ständig Abschlüsse größten Umfanges, ohne eine entsprechende innerbetriebliche Organisation. Friedländers Privatverbrauch war nicht klein, die Zinsen an Biedermann, ein „Heer von Angestellten“ mussten bezahlt werden, ein ungeklärter Einbruch im Jahr 1925, alles zusammen führte zu einem Verlust. Hinzu kam dann eine Diabetes-Erkrankung des alternden Inhabers. Die Söhne waren dem Temperament des Vaters nicht gewachsen. Als Biedermann seine Mittel strich, erfolgte 1930 der Zusammenbruch des Unternehmens.
Unter dem Namen seines jüngsten Sohnes Hans versuchte er im kleinsten Umfang einen Neuanfang in der 5. Etage. Zum Schluss geistig nicht mehr ganz klar, starb er im März 1933. Im Jahr 1933 wurde die Firma auf Druck der Nationalsozialisten zwangsverkauft. Seine fünf Kinder wurden als Juden verfolgt und, bis auf den 1899 geborenen Sohn Kurt, deportiert und während des Holocaust ermordet.